# Gerbersdorf (Merkendorf)

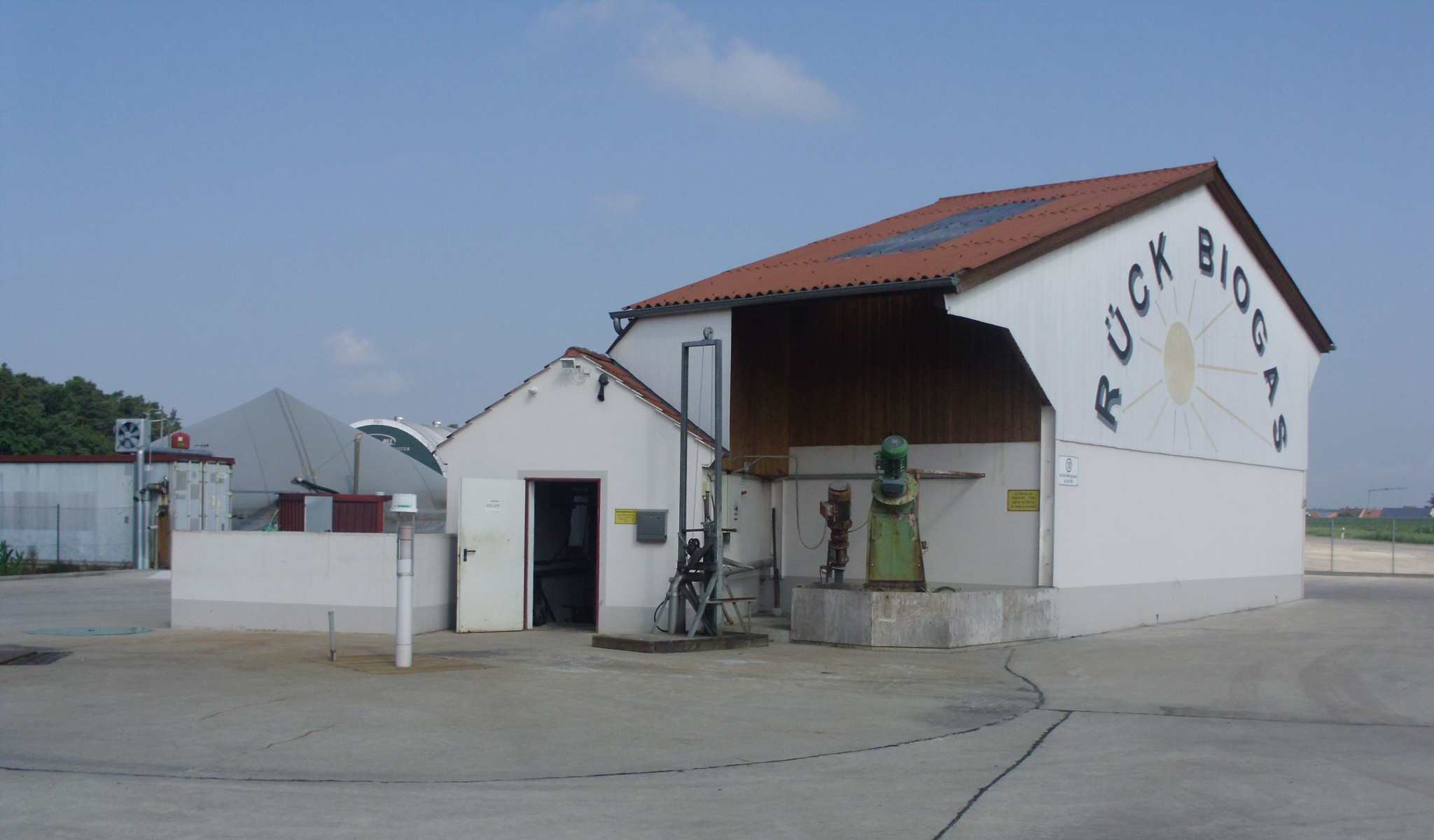
Biogasanlage Gerbersdorf

Gerbersdorf (fränkisch: Gärwerschdoaf) ist ein Gemeindeteil der Stadt Merkendorf im Landkreis Ansbach (Mittelfranken, Bayern). Die Gemarkung Gerbersdorf hat eine Fläche von 1,681 km². Sie ist in 150 Flurstücke aufgeteilt, die eine durchschnittliche Fläche von 11.203,69 m² haben.

## Geografie
Das Dorf liegt am Moosgraben (im Unterlauf Moosach bezeichnet), einem rechten Zufluss des Nesselbachs. Der Ort liegt an der Staatsstraße 2220, die nach Merkendorf (1,4 km südwestlich) bzw. nach Wolframs-Eschenbach (1,3 km nördlich) führt. Gemeindeverbindungsstraßen führen nach Waizendorf zur Kreisstraße AN 58 (1,2 km nordwestlich) und zur AN 12 (1,3 km südöstlich) zwischen Biederbach (0,4 km südlich) und Wolframs-Eschenbach (2 km nördlich).

## Geschichte
Der Ort wurde 1275 als „Gerwigesdorf“ erstmals urkundlich erwähnt. Das Bestimmungswort des Ortsnamens ist der Personenname „Gērwīg“. Eine Person dieses Namens ist als Gründer der Siedlung anzunehmen. Aus dieser Urkunde geht hervor, dass Konrad IV. von Oettingen seine dortigen Güter an den Abt Rudolf vom Kloster Heilsbronn verkaufte.
Laut dem Salbuch der Deutschordenskommende Nürnberg aus dem Jahr 1343 gehörten dem Stadtvogteiamt Eschenbach in Gerbersdorf 1 Lehen.
Im 16-Punkte-Bericht des Oberamts Windsbach von 1608 wurden für Gerbersdorf 7 Mannschaften verzeichnet: 5 Höfe und 1 Gut unterstanden dem Verwalteramt Merkendorf und 1 Hof dem Stadtvogteiamt Eschenbach. Außerdem gab es ein Gemeindehirtenhaus. Das Hochgericht übte das brandenburg-ansbachische Kasten- und Stadtvogteiamt Windsbach aus. Im 16-Punkte-Bericht des heilsbronnischen Vogtamts Merkendorf aus dem Jahr 1616 wurden die sechs Heilsbronner Anwesen als 3 Höfe, 2 Halbhöfe und 1 Gut qualifiziert. Das Gemeinderecht und den Hirtenstab hatte das Verwalteramt Merkendorf.
Im Dreißigjährigen Krieg wurde das Dorf völlig zerstört, auch die vier Heilsbronner Güter waren 1635 verödet. Nur ein Mann namens Stephan Hörauf überlebte. Er war nach Merkendorf geflohen.
Gegen Ende des 18. Jahrhunderts gab es in Gerbersdorf 10 Anwesen und ein Gemeindehirtenhaus. Das Hochgericht übte weiterhin das Kasten- und Stadtvogteiamt Windsbach aus, die Dorf- und Gemeindeherrschaft hatte das Verwalteramt Merkendorf. Grundherren waren das Verwalteramt Merkendorf (2 Höfe, 5 Halbhöfe, 1 Gut) und das Stadtvogteiamt Eschenbach (2 Halbhöfe). Von 1797 bis 1808 unterstand der Ort dem Justiz- und Kammeramt Windsbach.
1806 kam Gerbersdorf zum Königreich Bayern. Im Rahmen des Gemeindeedikts wurde im Jahr 1808 der Steuerdistrikt Gerbersdorf gebildet, zu dem Adelmannsdorf, Biederbach, Waizendorf und Weißbachmühle gehörten. Die Ruralgemeinde Gerbersdorf entstand im Jahr 1810 und war deckungsgleich mit dem Steuerdistrikt Gerbersdorf. Sie war in Verwaltung und Gerichtsbarkeit dem Landgericht Heilsbronn zugeordnet und in der Finanzverwaltung dem Rentamt Windsbach. Mit dem Zweiten Gemeindeedikt (1818) entstanden drei Ruralgemeinden:
- Ruralgemeinde Biederbach;
- Ruralgemeinde Gerbersdorf mit Waizendorf und Weißbachmühle;[17]
- Ruralgemeinde Selgenstadt mit Adelmannsdorf.

Von 1857 bis 1862 gehörte Gerbersdorf zum Landgericht Gunzenhausen, ab 1862 zum Bezirksamt Gunzenhausen (1939 in Landkreis Gunzenhausen umbenannt) und ab 1865 zum Rentamt Gunzenhausen (1919 in Finanzamt Gunzenhausen umbenannt). Die Gerichtsbarkeit blieb beim Landgericht Gunzenhausen (1879 in Amtsgericht Gunzenhausen umbenannt). Die Gemeinde hatte 1964 eine Gebietsfläche von 4,048 km².
Gerbersdorf blieb im Zweiten Weltkrieg verschont, obwohl im nahen Merkendorf heftige Kämpfe tobten (s. Kampf um Merkendorf).
Seit 1972 gehört Gerbersdorf zum Landkreis Ansbach, ein Jahr später wurde es dem Amtsgericht Ansbach und dem Finanzamt Ansbach zugeordnet. Im Zuge der Gebietsreform in Bayern wurde mit Beschlüssen vom 17. Januar 1972 des Gerbersdorfer Gemeinderates und der Regierung von Mittelfranken die Gemeinde aufgelöst: Gerbersdorf kam zum 1. Juli 1972 nach Merkendorf, der Gemeindeteil Waizendorf zur Nachbarstadt Wolframs-Eschenbach.
An der Gemeindeverbindungsstraße nach Waizendorf steht eine 1995 in Betrieb genommene Biogasanlage eines Privatmannes, die neben der Stromerzeugung mehrere Anwesen mit Heizenergie versorgt. 2009 führte die Stadt Merkendorf in Gerbersdorf die Dorferneuerung durch.

### Baudenkmäler
- Haus-Nr. 1: Wohnhaus[22]
- Haus-Nr. 1a: Fachwerkscheune[22]

### Einwohnerentwicklung
Gemeinde Gerbersdorf
| Jahr      | 1818   | 1840   | 1852   | 1855   | 1861   | 1867   | 1871   | 1875   | 1880   | 1885   | 1890   | 1895   | 1900   | 1905   | 1910   | 1919   | 1925   | 1933   | 1939   | 1946   | 1950   | 1952   | 1961   | 1970   |
| Einwohner | 159    | 127    | 139    | 136    | 134    | 148    | 135    | 139    | 141    | 139    | 130    | 125    | 133    | 135    | 150    | 151    | 131    | 132    | 122    | 219    | 198    | 158    | 118    | 119    |
| Häuser    | 27     | 26     |        |        |        |        | 24     |        |        | 27     | 24     |        | 26     |        |        |        | 24     |        |        |        | 22     |        | 22     |        |
| Quelle    | [ 24 ] | [ 25 ] | [ 26 ] | [ 26 ] | [ 27 ] | [ 28 ] | [ 29 ] | [ 30 ] | [ 31 ] | [ 32 ] | [ 33 ] | [ 26 ] | [ 34 ] | [ 26 ] | [ 35 ] | [ 26 ] | [ 36 ] | [ 26 ] | [ 26 ] | [ 26 ] | [ 37 ] | [ 26 ] | [ 18 ] | [ 38 ] |

Ort Gerbersdorf
| Jahr      | 001818 | 001840 | 001861 | 001871 | 001885 | 001900 | 001925 | 001950 | 001961 | 001970 | 001987 | 001991 | 002010 | 002015 | 002020 |
| Einwohner | 68     | 66     | 60     | 65     | 66     | 61     | 60     | 110    | 48     | 51     | 40     | 41     | 34     | 38     | 33     |
| Häuser    | 11     | 12     |        |        | 11     | 13     | 12     | 11     | 10     |        | 10     |        |        |        |        |
| Quelle    | [ 24 ] | [ 25 ] | [ 27 ] | [ 29 ] | [ 32 ] | [ 34 ] | [ 36 ] | [ 37 ] | [ 18 ] | [ 38 ] | [ 39 ] | [ 40 ] | [ 2 ]  | [ 41 ] | [ 2 ]  |

## Religion
Der Ort ist seit der Reformation evangelisch-lutherisch geprägt und bis heute nach Unserer Lieben Frau (Merkendorf) gepfarrt. Die Einwohner römisch-katholischer Konfession sind nach Liebfrauenmünster (Wolframs-Eschenbach) gepfarrt.

## Politik
| Bürgermeister          | Amtszeit                                 | Anmerkung   |
| ---------------------- | ---------------------------------------- | ----------- |
| Johann Matthias Zippel | um 1846                                  | Gerbersdorf |
| Johann Hausmann        | um 1856                                  | Waizendorf  |
| Heinrich Uhlmann       | 1905–1937                                | Gerbersdorf |
| Josef Hausmann         | 1946–1958                                | Waizendorf  |
| Johann Rühl            | 1958–30.06.1972 (Auflösung der Gemeinde) | Gerbersdorf |

## Freiwillige Feuerwehr
Die Freiwillige Feuerwehr Gerbersdorf wurde 1972 aufgelöst und in die Freiwillige Feuerwehr Merkendorf eingegliedert. Sie führt dort eine eigene Löschgruppe.